# 新京兵事区
新京兵事区（しんきょうへいじく）は、満洲国に設置された大日本帝国陸軍の兵事区の一つ。吉林省、四平省、間島省、通化省、新京特別市を管轄領域とし、新京陸軍兵事部が置かれ徴兵・召集等兵事事務を所掌した。

## 概要
1941年（昭和16年）、陸軍管区表の改正で関東軍管区の下に新京兵事区が設置された。当初、吉林省、四平省、間島省、通化省、新京特別市を管轄したが、1943年（昭和18年）以降は吉林省、新京特別市を管轄した。

## 新京陸軍兵事部長
| 代             | 氏名           | 階級           | 在任期間       | 出典           |
| 新京兵事部部長 | 新京兵事部部長 | 新京兵事部部長 | 新京兵事部部長 | 新京兵事部部長 |
| -------------- | -------------- | -------------- | -------------- | -------------- |
|                | 石田寿         | 歩兵大佐       | 1941.5.5 -     | [ 3 ]          |
|                | 鈴元親三千     | 歩兵大佐       | 1944.6.21 -    | [ 3 ] [ 4 ]    |